# Les Fourmis : Les Guerres de l'Ouest
Pour les articles homonymes, voir Les Fourmis.
Les Fourmis : Les Guerres de l’Ouest est une extension du jeu Les Fourmis, sorti en 2000 et fonctionnant sur Windows.

## Synopsis
Les guerres se sont intensifiées : les fourmis rousses doivent faire face à une multitude de dangers toujours plus grands, toujours plus menaçants. La fourmilière de Bel-o-kan jette son dévolu sur la zone riche et dangereuse de l’ouest.

## Gameplay
L’add-on du jeu Les Fourmis propose au joueur davantage d’unités et un tout nouveau choix de cartes/maps ; il dote les ennemis civilisés de caractéristiques et d’unités spécifiques bien plus puissantes, et permet enfin de s’allier aux autres peuples(même si, une fois les ennemis tués, ça devient « chacun pour soi »).
Remarque: vous êtes alliés avec ces peuples et ils ont vos ennemis mais vos alliés ne sont pas alliés entre eux
De nouveaux scénarios sont disponibles, avec toujours trois niveaux de difficulté: escargot, frelon, salamandre.

### Unités disponibles
- Ouvrières
- Nourrices
- Constructrices
- Cultivatrices
- Gourdes
- Soldates
- Corps à corps
- Artilleuses
- Exploratrices
- Soldates de la reine
- Princesses
- Tank - possède l'aptitude charge qui cause de gros dommages dans les rangs ennemis à l'arrivée du Tank dans la bataille

Plus les nouveautés de cet add-on:
- Artilleuses de la reine - semblables aux super artilleuses rouges, elles lancent des « bombes d'acide » qui explosent au contact du sol
- Gourdes infirmières - capacité de soigner les fourmis adjacentes
- Soldates explosives - kamikazes explosant pour tuer les ennemis
- Soldates d'entraînement - permettent aux autres fourmis (de corps à corps) de « s'entrainer » sur elle (en fait de la tuer) et de leur débloquer des aptitudes spéciales

### Nouvelles armes ennemies
- rouges: super artilleuse - artilleuse de niveau supérieur tirant à cadences rapides de forts jets d'acide
- tisserandes: papillon effrayant - effraye les fourmis au niveau maximal de stress
- moissonneuses: moissonneuse super-charge - moissonneuse semblable au tank et possédant également une aptitude de charge
- termites: termite lance-glu - termite de niveau assez faible mais ayant la particularité de piéger ses ennemis dans de la glu toxique
- naines: certaines d'entre elles, quand elles meurent, libèrent un liquide vert et toxique qu'il faut éviter

## Accueil
| Les Fourmis : Les Guerres de l'Ouest |      |       |
| Média                                | Pays | Notes |
| Jeuxvideo.com                        | FR   | 16/20 |